# Фофан
Фофан, полное имя Элия Рожериу ди Соза Пинту (порт. Hélia Rogério de Souza Pinto — Fofão, род. 10 марта 1970 года в Сан-Паулу) — бразильская волейболистка, участница пяти Олимпиад, чемпионка Игр XXIX Олимпиады в Пекине.

## Спортивная биография
Фофан выступала в сборной Бразилии на протяжении почти двух десятилетий: её дебют в национальной сборной состоялся в 1991 году. Однако в течение долгого времени, когда основной связующей бразильской команды была Фернанда Вентурини, Фофан в стартовую шестёрку не попадала. Первый шанс закрепиться в сборной предоставился ей в 1998 году на турнире Гран-при, в финале которого бразильянки обыграли сборную России. Выиграв в последующих сезонах серебро Гран-при и Кубка мира, золото Панамериканских игр и бронзу Олимпиады в Сиднее, на которой её признали лучшей связующей, Фофан в 2002-м ушла из сборной вместе с группой игроков, не довольных методами работы её тогдашнего тренера Марко Мотты.
Возвращение Фофан в национальную команду состоялось в конце 2003 года, когда сборную Бразилии перед Кубком мира принял Зе Роберто, но на олимпийском турнире в Афинах Элия Соуза вновь довольствовалась ролью запасной, ведь в сборную после продолжительного перерыва вернулась и Фернанда.
После Олимпиады-2004 началась весьма успешная зарубежная клубная карьера Фофан: в течение трёх сезонов она выступала за итальянскую команду «Сирио» из Перуджи, с которой дважды побеждала в чемпионатах Италии, а также в Лиге чемпионов и двух розыгрышах Кубка ЕКВ. В 2007-м бразильская связующая перешла в испанский клуб «Мурсия-2005», с которым также играла в «Финале четырёх» Лиги чемпионов, и несмотря на итоговое 4-е место своей команды, была признана лучшей связующей турнира.
В 2006 году Фофан стала капитаном обновлённой после афинских Игр сборной Бразилии, которая к тому времени окончательно обрела статус одной из сильнейших команд мира. К главному событию четырёхлетия, Олимпийским играм в Пекине, сборная Бразилии подошла в полной готовности и, проиграв за весь турнир лишь одну партию, праздновала заслуженную победу. Для Фофан эта Олимпиада была уже пятой в карьере, на ней бразильянку признали лучшей связующей турнира. Зе Роберто, подводя итоги, признавался, что все игроки составили мотор команды, но её душой была всё же капитан, Фофан.
В начале сентября 2008 года в Форталезе состоялся первый розыгрыш турнира «Финал четырёх» с участием команд из конфедераций Южной Америки и NORCECA. Финальный матч, прошедший 7 сентября, в котором сборная Бразилии разгромила команду Доминиканской Республики, стал 340-м и последним для Фофан в национальной сборной.
Объявив об уходе из сборной, великая бразильская связующая затем на протяжении двух сезонов выступала в чемпионате своей страны за «Сан-Каэтану», а летом 2010 года перешла в стамбульский «Фенербахче», который незадолго до этого возглавил тренер сборной Бразилии Зе Роберто. В 2012—2015 годах выступала за «Рио-де-Жанейро» под руководством наставника мужской сборной страны Бернардиньо, трижды становилась чемпионкой бразильской Суперлиги и признавалась MVP финалов.

## Достижения

### Со сборной Бразилии
- Чемпионка Игр XXIX Олимпиады (2008).
- Бронзовый призёр Игр XXVI Олимпиады (1996).
- Бронзовый призёр Игр XXVII Олимпиады (2000).
- Серебряный призёр чемпионатов мира (1994, 2006).
- Чемпионка Южной Америки (1991, 1995, 1997, 1999, 2003, 2007), серебряный призёр чемпионата Южной Америки (1993).
- Победительница Гран-при (1994, 1996, 1998, 2004, 2006, 2008), серебряный (1995, 1999) и бронзовый (2000) призёр Гран-при.
- Серебряный призёр (1995, 2003, 2007) и бронзовый (1999) призёр Кубка мира.
- Победительница Всемирного Кубка чемпионов (2005), бронзовый призёр Всемирного Кубка чемпионов (1997).
- Чемпионка Панамериканских игр (1999), серебряный призёр Панамериканских игр (1991, 2007).
- Победительница «Финала четырёх» (2008).

### В клубной карьере
- Чемпионка Бразилии (1991/92, 1998/99, 2001/02, 2012/13, 2013/14, 2014/15).
- Чемпионка Италии (2004/05, 2006/07).
- Обладательница Кубка Италии (2004/05, 2006/07).
- Чемпионка Испании (2007/08).
- Победительница Кубка и Суперкубка Испании (2007).
- Чемпионка Турции (2010/11).
- Победительница Суперкубка Турции (2010).
- Победительница Лиги чемпионов (2005/06).
- Победительница Кубка Европейской конфедерации волейбола (2004/05, 2006/07).
- Победительница клубного чемпионата мира (2010).
- Победительница клубного чемпионата Южной Америки (2013, 2015).

### Личные
- Лучшая связующая Гран-при (1999, 2000), Кубка мира (2007), Панамериканских игр (2007), Лиги чемпионов (2008), олимпийских турниров (2000, 2008), клубного чемпионата Южной Америки (2013).
- MVP и лучшая связующая Панамериканских игр (1999), чемпионата Южной Америки (2007), «Финала четырёх» (2008).
- В 2015 году принята в Волейбольный зал славы в Холиоке[3].